# CDH23
CDH23 (em inglês, cadherin 23), frequentemente chamada de caderina-23, é um gene humano que codifica a proteína caderina-23.

## Função
O gene CDH23 pertence à superfamília das caderinas (grupo das moléculas de adesão celular), que codificam glicoproteínas de adesão célula-célula dependentes de cálcio. A proteína codificada por este gene é transmembranar de passagem única e possui um grande domínio extracelular contendo 27 repetições homólogas ao ectodomínio de caderina. Essa proteína é expressa no epitélio sensorineural e acredita-se que esteja envolvida na formação do feixe de estereocílios, estruturas essenciais para a captação de estímulos sonoros. Acredita-se que ela interaja com a protocaderina-15 na formação dos filamentos de ligação que conectam os estereocílios entre si, contribuindo para a mecanoeletricidade auditiva.

## Importância clínica
O CDH23 está localizado em uma região do genoma que contém os loci da perda auditiva DFNB12 e USH1D. Mutações alélicas nesse gene são responsáveis pela síndrome de Usher do tipo 1D e pela perda auditiva autossômica recessiva não-sindrômica DFNB12.
Além das implicações auditivas, estudos associaram variantes do CDH23 com o declínio da função renal em populações humanas.

## Interações
Verificou-se que a proteína CDH23 interage fisicamente com a proteína USH1C (harmonina).